# Скафа
Скафа (итал. Scafa) — коммуна в Италии, расположена в регионе Абруццо, подчиняется административному центру Пескара.
Население составляет 3987 человек (на 2001 г.), плотность населения составляет 398 чел./км². Занимает площадь 10 км². Почтовый индекс — 65027. Телефонный код — 085.
Покровительницей коммуны почитается Богоматерь Кармельская (празднование в последнее воскресенье августа).